# Anzelm ontológiai istenérve

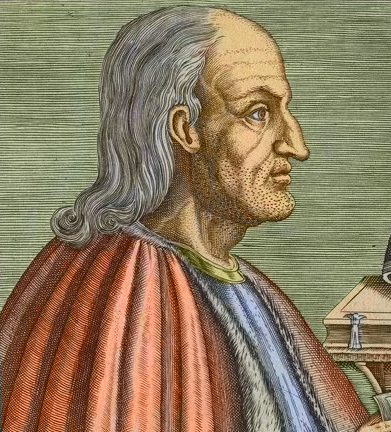
Canterburyi Szent Anzelm

Canterburyi Szent Anzelm (1033–1109) istenérve, az Argumentum Anselmianum (latin, „anzelmi érv”) az ontológiai istenérvek közül a legkorábbi ismert és talán leghíresebb. Anselmus azt szerette volna kimutatni, hogy a keresztény egyház hittartalmai a Biblia és az egyházatyák segítsége nélkül is levezethetőek – a célja tisztán pedagógiai-lelkipásztori: a korban ritka vallási türelemről tanúságot téve szerette volna, ha a monoteista vallások (zsidó, keresztény és az iszlám) közötti párbeszédet nem nyűgözné minduntalan a szent iratok értelmezésének kényszere és a hagyomány. Noha a századok során az érv számtalan filozófiai és teológiai megfontolás kiindulópontja volt, fontos megjegyezni, hogy az ontológiai jellegű istenérveket a keresztény egyházak sem Anzelm korában, sem később nem tették dogmatikájuk részévé.

## Anzelm érvelése: az IQM
Anzelm Proslogion című művének 2. és 3. fejezetében fejti ki azt az érvet, mely Isten létezését magából Isten fogalmából vezeti le. Ez az érv Isten létezését egy reductio ad absurdum típusú érveléssel, racionális úton kívánja bizonyítani még azok számára is, akik nem hisznek Istenben. Ez a bizonyítási módszer azon a megfontoláson alapul, hogy bizonyítottként kell elfogadnunk azt, aminek tagadása ellentmondásra vezet.
Anzelm érvelésének a kiindulópontja annak kimondása, hogy Isten „valami, aminél semmi nagyobb el nem gondolható” (aliquid quo nihil maius cogitari possit – rövidítve gyakran: IQM, id, quo maius, azaz „aminél nagyobb [ti. nem gondolható el]”). Ha a hitetlen ember kimondja, hogy „nincs Isten” [vö. 13. és 52. zsoltár], akkor ez azt jelenti, hogy elméjében már megvan az, aminél semmi nagyobb el nem gondolható (különben nem tudna semmilyen kijelentést tenni róla), és erről kívánja azt állítani, hogy nem létezik. „Tehát az esztelen is meggyőződhet arról, hogy legalább az értelmében létezik az a valami, aminél semmi nagyobb nem gondolható, mert amikor hallja, megérti, és amit megértünk, az jelen van az értelmünkben.” Ezzel az érveléssel Anzelm bizonyítottnak tekintette azt, hogy Istennek legalább az elménkben léteznie kell. Az eddigi bizonyítás azonban csak arra vonatkozott, hogy Isten az elménkben létezik, a dologi valóságban való létezés kérdése továbbra is nyitva áll. Isten létezése azonban a dologi valóságban (in re) is bizonyítható – állította Anzelm – a következőképp: „Egészen biztos, hogy aminél nagyobb nem gondolható el, az nemcsak az értelemben található meg. Ha ugyanis legalább az értelemben létezik, akkor elgondolható róla, hogy a valóságban is létezik, ez pedig nagyobb.”
Ezek után, ahogy Anzelm a Proslogion 3. fejezetében is kimondja, az az állítás, hogy Isten nem létezik, önellentmondásosnak bizonyul: „Mert elgondolható, hogy létezik valami, amiről nem gondolható el, hogy nem létezik; ez pedig nagyobb, mint amiről az gondolható el, hogy nem létezik. Ezért, ha arról, aminél nagyobb nem gondolható, elgondolható, hogy nem létezik, úgy az, aminél nagyobb nem gondolható, nem az, aminél nagyobb nem gondolható: ez önellentmondás. Tehát olyannyira valóságosan létezik valami, aminél nagyobb nem gondolható, hogy el sem gondolható nemlétezőnek.”

### Canterburyi Szent Anzelm istenérvének vázlata
- Úgy hisszük, Isten olyasvalami, aminél semmi nagyobb nem gondolható el (credimus te esse aliquid quo nihil maius cogitari possit).
- „Az esztelen mondta szívében: nincs Isten.” (Zsolt. 13,2 és 53,2)
- A fenti kifejezés értelmes, tehát még az esztelen is megérti.
- Amit az esztelen megért, az megvan az értelmében.
- Mást jelent, hogy egy dolog az értelemben létezik, és mást jelent megérteni, hogy ez a dolog valóságosan létezik, ezért az esztelen kételkedhet abban, hogy az, aminél semmi nagyobb nem gondolható el, létezik-e a valóságban.
- Az eddigiekből azonban világos, hogy még az esztelen is meggyőződhet arról, hogy legalább az értelmében létezik az a valami, aminél semmi nagyobb nem gondolható el.
- Ha az, aminél nagyobb nem gondolható el, legalább az értelemben létezik, akkor elgondolható róla, hogy a valóságban is létezik.
- Ez, amit így elgondoltunk, viszont nagyobb annál a dolognál, ami csak az értelemben létezik.
- Ha tehát az, aminél nagyobb nem gondolható el, csak az értelemben létezik, akkor az, aminél nagyobb nem gondolható el, mégiscsak olyan, aminél nagyobb elgondolható.
- Ellentmondásra jutottunk, így kétségkívül létezik valami az értelemben is és a valóságban is, aminél nem gondolható el nagyobb.

## Kritikák és filozófiai értékelés
Anzelm istenérvét kortársai nem fogadták el egyöntetűen. Az ontológiai érvvel kapcsolatos korabeli vitát egy Gaunilo nevű bencés szerzetes Liber pro insipiente (A balgatag védelmében) c. rövid írásából és Anzelm erre adott válaszából ismerjük.
- Gaunilo kritikái közül talán az a legkézenfekvőbb, ahol egy ellenpéldára hivatkozik. E szerint Anzelm érvét sematizálni lehet, és Isten helyére más, hasonlóan konstruált, de képtelen dolgokat lehet behelyettesíteni, például a legnagyobb elképzelhető mesés szigetet (amely a valóságban persze nem létezik). A behelyettesítés után, ha Anzelm érve helyes volna, akkor abszurd módon bizonyítaná a legnagyobb mesés sziget létezését.
- Aquinói Szent Tamás Anzelm érvével kapcsolatban két ellenvetést tesz:
  - egyrészt „előfordulhat, hogy aki ezt a szót hallja »Isten«, nem olyan lényre gondol, akinél nagyobb nem gondolható el”;
  - másrészt még ha mindenki az Isten kifejezést az anzelmi definíció értelmében használná is, ebből akkor sem következne, hogy azt fogná fel, hogy a dologi valóságban is létezik az, amit a név jelöl. Ahhoz, ugyanis, hogy az érv Istennek a dologi valóságban való létezését bizonyítsa, ugyanezt – ti. Istennek a dologi valóságban való létezését – előfeltételeznie is kell, azaz az érv petitio principiivel operál. (Summa Theologiae, I. II.1 ad 2)
- Kant az istenérv hibájának azt tartotta, hogy a létezés nem tulajdonság, azaz nem olyan módon illeti meg és teszi létezővé a dolgokat, mint ahogy a többi tulajdonság jelenléte egy bizonyos tulajdonságúvá tesz valamilyen entitást.

Az  érv két okból  is fontos filozófiai vizsgálódások tárgya. Egyrészt vita folyik arról, hogy milyen további kiegészítésekkel, illetve előfeltevésekkel lehet az érvet konkluzívvá tenni – azaz, hogy van-e arra mód, hogy isten létezését valóban vissza nem utasítható módon bizonyító ontológiai istenérvet alkossunk meg Anzelm érvéből kiindulva. Másrészt, még ha úgy találjuk is, hogy ez nem lehetséges, az ontológiai istenérvek beható elemzése ebben az esetben is elengedhetetlen, mivel sok filozófiai kérdés merül fel velük kapcsolatban.

## Lásd még
- Descartes ontológiai istenérve
- Gödel ontológiai istenérve
- Ontológiai istenérv

## Bibliográfia

### Anzelm művei
- Canterbury Szent Anzelm, Monologion, Proslogion, ford. és jegyz. Dér Katalin (Gaunilo ellenvetéseit és Anzelm válaszait ford. Horváth Judit), kísérőtanulmányok: Dér Katalin és Ferencz Sándor, MTA Filozófiai Intézet, Budapest 1992. ISBN 963-706514-8
- Canterbury Szent Anzelm, Miért lett Isten emberré? MTA Filozófiai Intézet, ford., jegyz. és utószó Dér Katalin, Budapest 1993. ISBN 963-706531-8
- Canterburyi Szent Anzelm, Filozófiai és teológiai művek I., ford., jegyz. és tan. Dér  Katalin, Osiris, Budapest, 2001 (Sapientia Humana). ISBN 963-389025-X (Ez utóbbi újraközli a két korábbi fordításkötetben publikált műveket is, javított változatban.)

### Monográfia
Canterburyi Szent Anzelm életéről és műveiről bőséges irodalomjegyzékkel:
- Dér Katalin, Szépséges értelem (Canterburyi Szent Anzelm teológiája és filozófiája), Szent István Társulat, Budapest, 2001 – bibliográfia 341–357. ISBN 963-361269-1